# Lugdunum (protista)
Lugdunum es un género de foraminífero bentónico de la familia Bolivinidae, de la superfamilia Bolivinoidea, del suborden Buliminina y del orden Buliminida. Su especie tipo es Bolivina hantkeniana. Su rango cronoestratigráfico abarca el Holoceno.

## Discusión
Clasificaciones previas incluían Lugdunum en el suborden Rotaliina del orden Rotaliida.

## Clasificación
Lugdunum incluye a las siguientes especies:
- Lugdunum admirandum
- Lugdunum bradyi
- Lugdunum carinatum
- Lugdunum eckisi
- Lugdunum hantkenianum
- Lugdunum instabilum
- Lugdunum pseudobeyrichi
- Lugdunum pseudopymaea
- Lugdunum schwagerianum
- Lugdunum semicostatum